# Orectochilus compressus
Orectochilus compressus is een keversoort uit de familie van schrijvertjes (Gyrinidae). De wetenschappelijke naam van de soort is voor het eerst geldig gepubliceerd in 1826 door Sturm.